# Gunfright
Gunfright é um jogo eletrônico de ação e aventura desenvolvido pela Ultimate Play the Game e publicado pela U.S. Gold. Foi lançado pela primeira vez para o ZX Spectrum em dezembro de 1985, e lançado para o Amstrad CPC e o MSX no ano seguinte. O jogador assume o papel de um xerife na cidade de Black Rock e tem a tarefa de eliminar os bandidos que estão espalhados por toda a colónia.
O jogo foi desenvolvido diretamente após Nightshade e reutiliza o mecanismo de jogo da Filmation II do último jogo, que permite que as imagens sejam renderizadas sem se sobreporem. O jogo recebeu críticas positivas após o lançamento; os elogios foram dirigidos aos gráficos e apresentação, mas as críticas foram dirigidas à semelhança do jogo com Nightshade. Posteriormente, foi incluído na Rare Replay, uma compilação retrospectiva para o  Xbox One em 2015 da Rare.

## Jogabilidade

A interface mostra o foragido procurado, contagem de munições e pontuação geral

O jogo é apresentado em formato isométrico e ambientado na cidade fictícia de Black Rock. O jogador assume o papel de Sheriff Quickdraw, e o objetivo principal do jogo é rastrear e matar uma gangue de bandidos que está escondida na cidade. O jogo começa com uma perspectiva de primeira pessoa em um minijogo em que sacos de dinheiro que rolam verticalmente podem ser atingidos usando uma mira. Atirar nas bolsas dá ao jogador as somas iniciais de dinheiro que podem ser usadas para comprar munição.
Quickdraw deve localizar os foragidos procurados um por um. Assim que um foragido é encontrado e alvejado para iniciar um duelo, o jogo muda para o minijogo na primeira pessoa. Desta vez, o jogador deve atirar de forma veloz no foragido o mais rápido possível. O jogador pode esperar o bandido sacar, ou tomar a iniciativa e atirar primeiro, o que fará o bandido sacar sua arma também. Se o jogador atirar em um foragido com sucesso, uma recompensa é paga (aumentando a cada rodada), e um novo foragido entra na cidade.
Os jogadores encontram residentes amigáveis que apontam o caminho para os bandidos. Os residentes precisam ser protegidos durante o jogo, já que o jogador tem que pagar uma multa se algum for baleado por bandidos ou pelo próprio Sheriff Quickdraw. Alguns bandidos são montados a cavalo, o que significa que o jogador pode ter que selar um cavalo imaginário para persegui-los.

## Desenvolvimento
O jogo foi desenvolvido com o motor de jogo de projeção isométrica conhecido como Filmation II, que foi usado anteriormente no jogo Nightshade para o ZX Spectrum da Ultimate em 1985. O motor Filmation foi criado pelos irmãos Stamper para retratar imagens 3D. Filmation II usava uma técnica de mascaramento de imagem que desenhava e preenchia buracos no fundo, permitindo ao jogo criar estruturas compostas a partir de desenhos pixelados sem sobreposição visual, apesar das limitações de plataformas como o ZX Spectrum oferecia.
Gunfright foi lançado inicialmente para o ZX Spectrum em 1985[carece de fontes?] e foi o último jogo a ser desenvolvido sob o envolvimento direto dos irmãos Stamper. Percebendo que os limites gráficos de plataformas como o ZX Spectrum foram empurrados, projetos futuros como Blackwyche e Dragon Skulle foram entregues aos irmãos designers Dave e Bob Thomas, que muitas vezes não eram creditados por seu trabalho. Gunfright, junto com Knight Lore, Alien 8 e Nightshade, foram relançados para o MSX em 1986, com Gunfright e Sabre Wulf sendo transportados para o Amstrad CPC mais tarde naquele ano.

## Recepção
O jogo recebeu críticas positivas após o lançamento. Os revisores que escreveram para a revista Crash elogiaram os gráficos do jogo como altamente detalhados e "coloridos", mas afirmaram que o jogo era visualmente semelhante ao jogo imediatamente anterior da Ultimate, Nightshade. Gwyn Hughes da Your Sinclair achou que os gráficos eram o melhor aspecto do jogo, apesar de compará-los de forma semelhante aos de Nightshade. Hughes também elogiou a animação suave do jogo e as técnicas usadas para retratar a cidade do oeste. Um revisor da Computer and Video Games (CVG) sugeriu que o estilo e a jogabilidade do jogo eram uma mistura de Nightshade e Duck Hunt da Nintendo. Revendo a versão para o MSX, um revisor da Computer Gamer elogiou o enredo do jogo e elogiou a maneira como o jogo foi capaz de se separar do jogo anterior da Ultimate, que usava o mesmo mecanismo de Filmation.
Os críticos que escreveram para a Crash elogiaram a jogabilidade, afirmando que o "elemento" do jogo foi consideravelmente desenvolvido e que os vários estágios diferentes eram "altamente viciantes". Os escritores do CVG criticaram a jogabilidade, observando que acharam difícil distinguir os bandidos de outros habitantes do sexo masculino da cidade. Eles também notaram a ausência de elementos de quebra-cabeça que foram considerados "incomuns" para um jogo da Ultimate. Bill Bennett, da Your Computer, também considerou a omissão de elementos do quebra-cabeça incomum, mas deu as boas-vindas à mudança "espirituosa" no gênero dos jogos eletrônicos anteriores com temática de masmorras.

## Legado
Gunfright faz parte de uma compilação de 30 títulos da Rare, Rare Replay, lançada para o Xbox One em agosto de 2015.